# Бутенково
Бутенково, до ВОВ Бутенков (укр. Бутенкове) — село,
Циркуновский сельский совет,
Харьковский район,
Харьковская область, Украина.
Код КОАТУУ — 6325185002. Население по переписи 2019 года составляет 1 (1/0 м/ж) человека.

## Географическое положение
Село Бутенково находится в 2-х км от Вяловского водохранилища и в 6-и км от реки Харьков.
В 1,5 км расположены сёла Черняки, Ключки и Момотово.

## История
- 1880 — дата основания.
- В 1937 году на хуторе Бутенков было 12 дворов.[1]
- В 2019 году постоянное население — один человек.